# Xianbei
Xianbeifolket (鮮卑, pinyin: Xiānbēi, Wade-Giles: Sien-pi, eller Hsien-pei) var et stort nomadefolk som holdt til i de områder som i dag er Manchuriet (i det nordlige Kina og det østlige Mongoliet, og som senere vandrede ind i de kinesiske provinser Shanxi, Shaanxi, Gansu, Qinghai, Hebei, Indre Mongoliet og Liaoning. Nogle stammer af xianbeifolket forblev, eller havnede, i den østlige del af det gamle Manchukejserdømme, i den Manchuprovins som blev kendt som var ded østlige  del af Heilongjiang (eller Hulun) og som nu svarer til  Khabarovsk- eller Amur-områderne i Rusland. 
Xianbeifolket var en føderation af en række ikke-kinesiske stammegrupper. Den vigtigste af dem var tuobastammen. De blev en vigtig del af kinesisk kultur under Han-tiden, da de befolkede de mongolske stepper og det som i dag er provinserne Hebei og Liaodong.  Efter Han-dynastiets fald etablerede de en række egne riger, som Yan-dynastiet, Det vestlige Qin-dynasti, Det sydlige Liang og frem for alt det nordlige Wei.  På Tang-dynastiets tid var de næsten  assimileret i den kinesiske han-kultur både hvad gjaldt, sædvaner og skikke, administration og sprog. Grundlæggerne af både Sui-dynastiet (Yang Jian) og af Tang-dynastiet (Li Yuan) var sønner af tuoba-prinsesser, og dermed halvblods xianbei.
En kinesisk hersker med xianbei-baggrund skal ifølge kilderne have været lyshåret, ligesom en del tatarer fra samme område også var det. Det er muligt at de var beslægtet med den moderne tids turkotatarske folk.